# Shisha

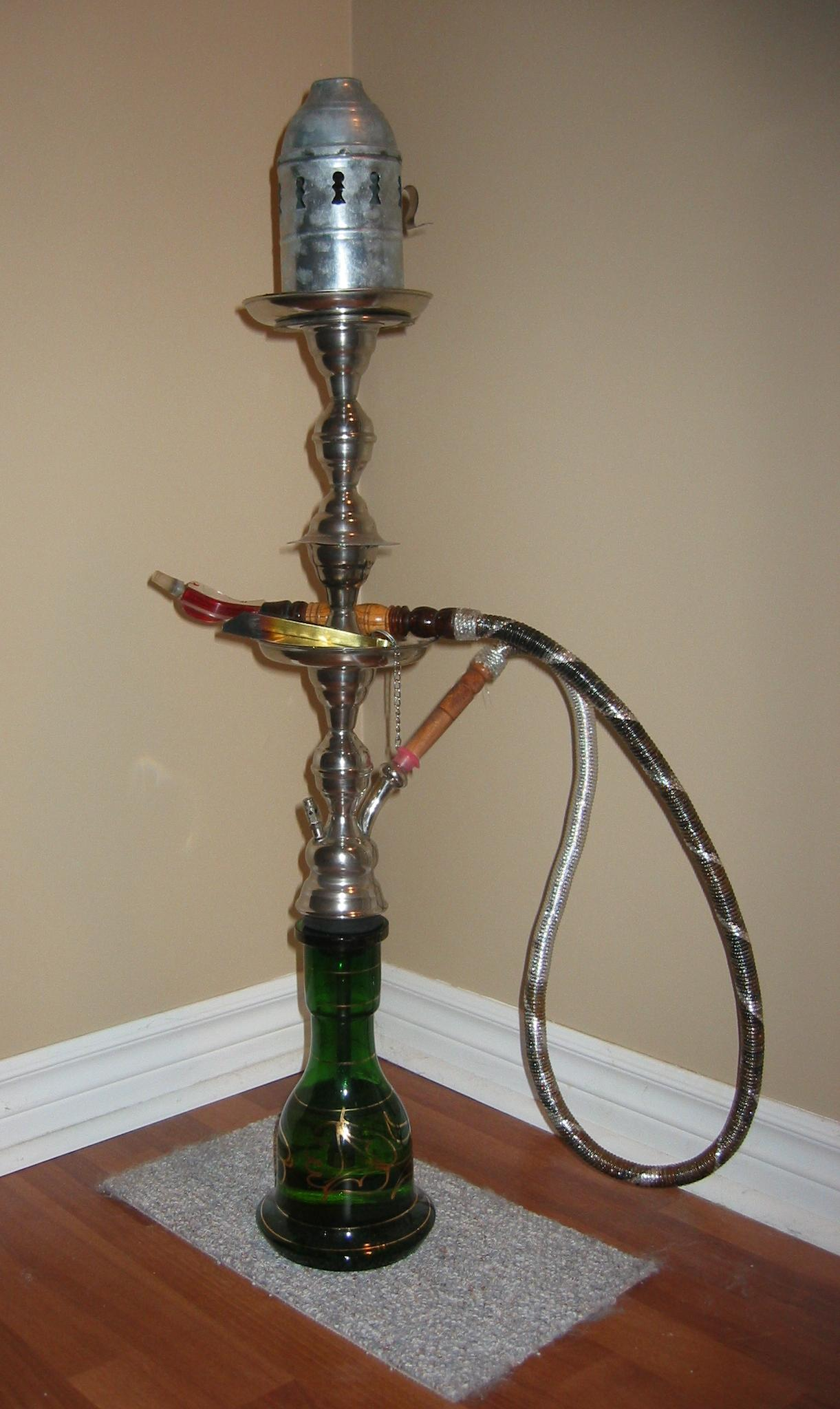
Một shisha của Ai Cập với một cái chụp phía trên chén và ống Syria. frameless|center

Shisha (شيشة), xuất phát từ chữ shīshe (شیشه) trong tiếng Ba Tư hay ống nước (hay còn gọi là “thuốc lào Ả rập”) là một thiết bị có một hoặc nhiều thân (thường làm bằng thủy tinh) dùng để hút như hút thuốc lá, trong đó khói được lọc và làm lạnh bằng cách đi qua nước. Xuất phát từ Ấn Độ, shisha đã trở nên phổ biến, đặc biệt tại Trung Đông và dần dần được biết đến ngày càng nhiều ở Bắc Mỹ, Châu Âu, Châu Úc và Brasil.

## Tên gọi

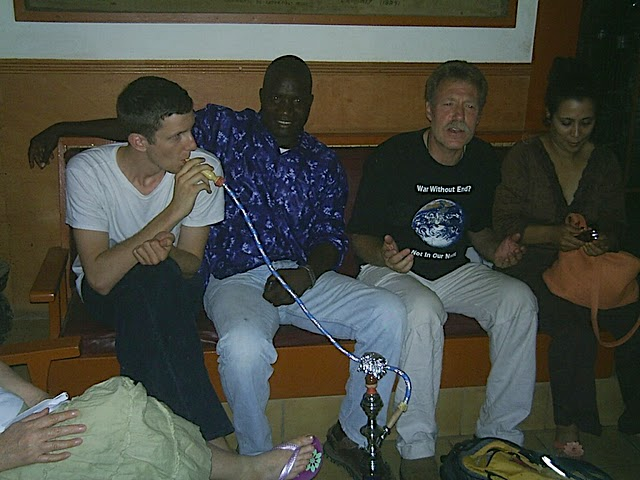
Một nhóm thanh niên đang hút shisha tại quán bar của Mali.

Tùy vào từng địa phương, shisha hay hookah thường được gọi bằng nhiều tên: tiếng Ả Rập gọi là Shisha (شيشة) hoặc Nargeela (نرجيلة) hoặc Argeela (أركيلة\أرجيلة) và được sử dụng trong toàn bộ thế giới Ả Rập; Narguileh (đôi khi còn đọc là Argilah) là tên thường dùng ở Thổ Nhĩ Kỳ, Ai Cập, Hy Lạp, Síp, Armenia, Azerbaijan, Liban, Iraq, Jordan, và Syria. Narghile xuất phát từ chữ Ba Tư nārghile, có nghĩa là cây dừa, từ này lại xuất phát từ chữ Phạn nārikela (नारिकेला), cho thấy khi xưa shisha được làm từ vỏ dừa.

## Lịch sử
Người ta vẫn chưa biết chính xác thời gian và nơi Shisha được nghĩ ra. Theo Cyril Elgood (trang 41, 110) trong đó không ghi nguồn tham khảo, người nghĩ ra thứ này là Hakim Abu’l-Fatḥ Gīlānī (mất năm 1588), một bác sĩ người Ba Tư làm việc tại cung điện của hoàng đế Mughal Akbar I (1542 - 1605). Sau khi người châu Âu đưa thuốc lá vào Ấn Độ, Hakim, hậu duệ của Abdul-Qadir Gilani người tỉnh Gilan, một tỉnh ở phía bắc Iran đến sinh sống tại Ấn Độ, rồi trở thành bác sĩ trong cung điện Mughal đã tỏ ra lo ngại khi việc hút thuốc lá ngày càng phổ biến trong giới quý tộc Ấn Độ, nên ông mường tượng ra một hệ thống làm cho khói phải đi qua nước để được 'tinh lọc'. Gilani đã nghĩ ra ḡalyān sau khi Asad Beg, đại sứ của Bijapur, khuyến khích Akbar hút thuốc. Sau khi thiết bị mới này đã phổ biến trong giới quý tộc, nó nhanh chóng trở thành biểu tượng của đẳng cấp của giới quý tộc và cận quý tộc.
Ở phía bắc Ấn Độ, truyền thống này còn giữ trong cách dân tộc Jat, Bisnois, Rajput, v.v. Tuy vậy, một bài thơ của nhà thơ Ba Tư Ahlī Šīrāzī (mất năm 1535) đã nhắc đến việc sử dụng ḡalyān (Falsafī, II, tr. 277; Semsār, 1963, tr. 15), vì thế có thể nó đã được dùng từ thời kỳ Vua Ṭahmāsp I (1514-1576). Vì thế, có vẻ như Abu’l-Fatḥ Gīlānī chỉ là người có công truyền bá ḡalyān, thứ đã được dùng ở Ba Tư, đến Ấn Độ.

## Cấu trúc và hoạt động

### Thành phần

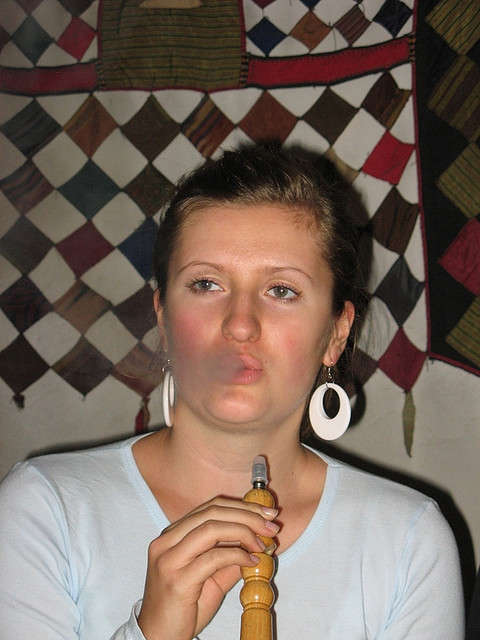
Một cô gái đang hút Sheeshas

Nếu không kể ống dây, một shisha bao gồm một số thành phần, trong đó có bốn thành phần quan trọng.

#### Chén
Hay còn được gọi là đầu shisha, chén đóng vai trò bình chứa, thường được làm từ đất sét hoặc cẩm thạch, có tác dụng giữ than và thuốc lá trong quá trình hút. Người ta bỏ thuốc lá vào chén rồi được phủ một miếng giấy bạc có đục lỗ hoặc một màn bằng thủy tinh hay kim loại. Than hồng sẽ được đặt lên trên cùng, để có thể đốt thuốc lá với nhiệt độ thích hợp.
Cũng có biến thể trong phần đầu của shisha, trong đó người ta dùng trái cây thay cho chén đất truyền thống. Trái cây được khoét rỗng ruột và đục lỗ để có được hình dạng và cấu trúc tương tự như chén đất, rồi bỏ thuốc vào giống như cách trên.
Gần đây người ta cũng cải tiến cái chén để giữ nước ép trong thuốc lá. Chén Tangiers Phunnel và Chén Sahara Vortex là hai mẫu chén shisha cải tiến này.

#### Màn gió
Màn gió shisha (có thể có, có thể không) là một tấm phủ đặt lên trên phần chén, có dạng lỗ khí. Nó ngăn gió không làm tăng tỷ lệ cháy và nhiệt độ của củi, và để tro và tàn than bay lên không khí xung quanh. Nó hạn chế cháy vì làm cho than không văng ra khi có va chạm.

#### Vòi
Vòi là một ống dẻo dài cho phép hút khói từ xa, làm cho nguội trước khi hít vào. Phía đầu ống thường được bịt bằng một miếng hút bằng kim loại, gỗ, hoặc nhựa với hình dáng và màu sắc khác nhau. Có thể có một hoặc nhiều ống trong một shisha.

#### Thân và miếng đệm
Thân shisha là một cái ống rỗng. Chén được gắn ở phía trên ống. Đôi khi người ta gắn xô đá vào giữa thân và chén để làm mát khói. Ở cuối là một ống hẹp được nhúng chìm trong nước. Nơi thân gắn với bình nước được hàn kín bằng một miếng đệm. Gần đó có ít nhất hai cái lỗ thoát khí phía trên nước. Người ta có thể gắn vòi vào một hoặc nhiều lỗ này.

#### Van làm sạch
Nhiều shisha được trang bị một van làm sạch gắn với bình nước nối ra ngoài không khí để làm sạch khói cũ nằm trong bình lâu ngày. Van một chiều này (không bắt buộc) thường là một hòn bi đơn giản bịt lỗ bằng sức nặng và sẽ mở ra nếu người ta thổi vào vòi.

#### Bình nước

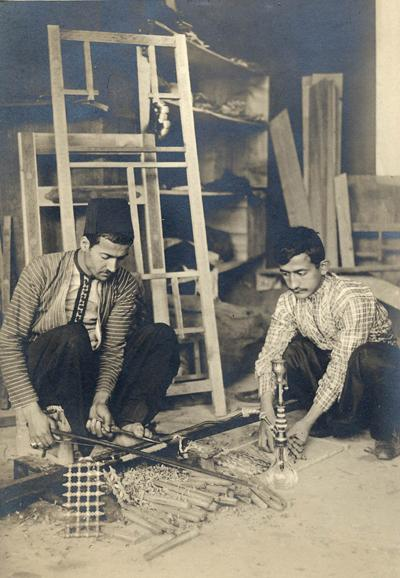
Những thợ mộc ở Damas đang chế tạo những bộ phận gỗ cho một sản phẩm Shisha (thế kỷ 19).

Thân shisha nằm trên một bình nước. Đầu dưới của ống thân nằm dưới mặt nước. Khói được truyền qua thân và khỏi đầu dưới, tạo thành bọt trong nước. Làm như vậy sẽ làm mát và làm ẩm khói. Người ta thường dùng nước trái cây đổ thêm vào nước hoặc thay hoàn toàn nước. Một miếng trái cây, lá bạc hà, và đá viên cũng có thể bỏ thêm vào.

#### Đĩa
Một cái đĩa hoặc khay tàn thuốc nằm ngay phía dưới chén để hứng tàn rơi khỏi than.

#### Vành đai
Vành đai trong shisha thường được gắn giữa chén và thân, giữa miếng đệm thân và bình nước và giữa thân với vòi. Tác dụng của vành đây, tuy không bắt buộc, nhưng để giúp hàn chặt các đoạn nối giữa các bộ phận, giúp làm giảm lượng khí đưa vào và làm tăng lượng khói hít vào.

#### Miếng khuếch tán
Miếng khuếch tán (có thể có hoặc không) là một thiết bị bằng nhựa nhỏ có đục lỗ nối với cuối ống. Phần này được nhúng hoàn toàn trong nước, nên tác dụng của nó là phá vỡ bọt khí tạo ra trong quá trình lọc khói, khiến cho khói sạch hơn và bớt tiếng lọc bọc. Nó được dùng trong các shisha sang trọng để hút kiểu thượng hạng và không phải là thiết bị bắt buộc.

### Cách hoạt động

Người ta đổ nước vào bình ở phía dưới shisha để ống thân đã gắn chặt ngập trong nước khoảng vài phân (centimet). Nước càng sâu thì lực hút khi dùng càng phải lớn. Thuốc lá được bỏ vào trong chén đặt ở đầu shisha và than hồng đặt trên đầu thuốc lá. Một số nền văn hóa phủ chén bằng một miếng thiếc hoặc màn kim loại để ngăn cách than với thuốc, làm tối thiểu lượng tro than lẫn trong khói. Cách này cũng giúp giảm nhiệt độ đốt thuốc, để tránh làm cháy thuốc trực tiếp.
Khi người ta hút vòi, khí được đẩy qua cục than và vào trong chén đựng thuốc. Không khí nóng do than tỏa ra sẽ làm bốc hơi (chứ không cháy) thuốc lá, tạo ra khói, rồi được truyền xuống ống thân để đi vào nước trong bình. Khí sẽ tạo ra bọt, mất nhiệt, và tràn lên phần trên của bình, nơi có gắn vòi. Khi người hút hút vòi, khói sẽ đi vào phổi, và sự thay đổi áp suất trong bình sẽ lại kéo khí vào than, tiếp tục quá trình.
Nếu shisha được đốt và tạo ra khói nhưng không ai hút trong thời gian dài, khói bên trong bình nước sẽ được coi là "cũ" và không ngon nữa. Khói cũ sẽ được đẩy ra ngoài qua van làm sạch, nếu có.

## Tác động đến sức khỏe
Nhiều người lầm tưởng là khói từ shisha ít nguy hiểm hơn nhiều so với khói thuốc lá. Hơi nước do shisha tạo ra làm cho khói bớt khó chịu và gây ra cảm giác an toàn giả tạo, bớt lo lắng về tác hại thực sự đối với sức khỏe. Các bác sĩ tại nhiều bệnh viện trong đó có Phòng khám Mayo đã nói rằng việc hút shisha cũng tàn phá sức khỏe y như hút thuốc lá, và một nghiên cứu của Tổ chức Y tế Thế giới cũng xác nhận kết quả này.
Mỗi lượt hút shisha thường kéo dài hơn 40 phút, và gồm từ 50 đến 200 lần hít, mỗi lần từ 0,15 đến 0,5 lít khói. Báo cáo của Tổ chức Y tế Thế giới và Hội Ung thư Hoa Kỳ cho thấy, trong một lượt hút shisha kéo dài một giờ, một người có thể sẽ hít nhiều gấp 100 đến 200 lượng khói và nhiều hơn 70% lượng nicotine so với hút một điếu thuốc lá.
Một nghiên cứu vào năm 2005 cũng cho thấy người hút shisha có nguy cơ mắc bệnh răng miệng gấp 5 lần người không hút. Người hút shisha cũng có nguy cơ bị ung thư phổi cao gấp 5 lần người không hút.
Nước dùng để lọc khói hoàn toàn không hiệu quả trong việc loại bỏ tất cả các chất độc hại.
Một nghiên cứu về việc hút shisha và ung thư tại Pakistan đã được xuất bản năm 2008. Mục tiêu của nghiên cứu là "tìm ra mức độ huyết thanh CEA trong những người chỉ hút shisha, tức là những ai hút shisha mà không hút thứ nào khác (thuốc lá, bidi, v.v.), nhồi thuốc từ 1 đến 4 lần một ngày, mỗi lần một lượng 120 g (một chén trung bình chứa 30g) hỗn hợp thuốc lá-mật đường (tức là lượng thuốc lá tương đương với 60 điếu thuốc, mỗi điếu 1g thuốc) và hút hết trong 1 đến 8 lượt". Carcinoembryonic antigen (CEA) là chỉ dấu tìm thấy trong một vài dạng ung thư. Mức độ huyết thanh này trong những người chỉ hút shisha thấp hơn so với người hút thuốc điếu mặc dù con số này không khác biệt về mặt thống kê giữa người hút shisha và người không hút. Ngoài ra, nghiên cứu cũng kết luận rằng việc hút shisha nặng (2-4 lần chuẩn bị mỗi ngày; 3-8 lượt mỗi ngày; từ 2 đến 6 tiếng) làm tăng đáng kể lượng CEA.